# 河瀬泰治
河瀬 泰治（かわせ やすはる、1959年6月15日 - ）は、日本の元ラグビー選手で指導者。
日本代表にも選ばれた選手で、指導者としては日本代表FWコーチ、U21・U23日本代表監督、日本選抜監督、日本代表A監督、学生日本代表監督、関西代表監督の経歴を持つ。
現在は関西大学ラグビーフットボールリーグのAリーグに所属する摂南大学ラグビー部部長・総監督
。摂南大学教授。

## 略歴・人物、
大阪府出身。大阪工大高校から明治大学に進学。社会人では東芝府中（現・東芝ブレイブルーパス東京）・大阪教員団でプレーし、日本代表にも選出された（キャップ10）。その豪快な突進から高校時代から「怪物」「怪童」と呼ばれていた。
息子の諒介もラグビー選手で、早稲田大学を卒業後、現在は東京サントリーサンゴリアスに所属している。